# Phanoxyla rhagastis
Phanoxyla rhagastis är en fjärilsart som beskrevs av Rothschild och Jordan 1902. Phanoxyla rhagastis ingår i släktet Phanoxyla och familjen svärmare. Inga underarter finns listade i Catalogue of Life.